# El karma
El Karma es el primer álbum de estudio de la agrupación de música regional mexicana Ariel Camacho y Los Plebes del Rancho lanzado el 23 de septiembre de 2014 por el sello discográfico DEL Records.

## Premios y nominaciones
| Año  | Premio     | Categoría                         | Resultado | Ref.  |
| ---- | ---------- | --------------------------------- | --------- | ----- |
| 2015 | Grammy     | Mejor álbum de Música Norteña     | Nominado  | [ 2 ] |
| 2016 | Juventud   | Álbum del Año - Regional Mexicano | Nominado  | [ 3 ] |
| 2015 | Lo Nuestro | Lo Toco Todo - Música             | Nominado  | [ 4 ] |

## Lista de canciones
| N.º | Título                        | Duración |  |
| 1.  | «El karma»                    | 3:15     |  |
| 2.  | «El mentado»                  | 2:37     |  |
| 3.  | «Los Talibanes del Prieto»    | 3:47     |  |
| 4.  | «Te metiste»                  | 3:29     |  |
| 5.  | «Reflejos del viejo»          | 3:40     |  |
| 6.  | «El toro encartado»           | 2:47     |  |
| 7.  | «El Señor de los Cielos»      | 3:35     |  |
| 8.  | «El rey de corazones»         | 3:36     |  |
| 9.  | «Secreto mexicano»            | 4:01     |  |
| 10. | «Por no perderte, Te perdí»   | 3:32     |  |
| 11. | «La verdad del hombre»        | 3:36     |  |
| 12. | «El corrido de la Roca»       | 2:27     |  |
| 13. | «Arrodíllate»                 | 3:21     |  |
| 14. | «Los tanates»                 | 3:34     |  |
| 15. | «El corrido del Dorian»       | 5:01     |  |
| 16. | «El Panu»                     | 3:20     |  |
| 17. | «50 mentadas»                 | 3:42     |  |
| 18. | «El levantón»                 | 2:33     |  |
| 19. | «La bruta (Una mula resultó)» | 3:02     |  |
| 20. | «Tú sabes que»                | 2:59     |  |
| 21. | «Sangre se paga con sangre»   | 4:17     |  |
| 22. | «El corrido del Guero»        | 3:26     |  |